# Dichagyris inexpectata
Dichagyris inexpectata là một loài bướm đêm trong họ Noctuidae.